# Pere Aragonès
Pere Aragonès i Garcia (pronuncia catalana: [ˈpeɾə əɾəɣuˈnɛs i ɡərˈsi.ə]; Pineda de Mar, 16 novembre 1982) è un politico spagnolo, presidente della Generalitat de Catalunya dal 28 settembre 2020 all’8 agosto 2024.

## Biografia
Nato nel 1982 a Pineda de Mar, Aragonès ha studiato giurisprudenza all'Università Aperta della Catalogna ed economia all'Università di Barcellona prima di diventare avvocato e accademico. Ha studiato anche politica pubblica e sviluppo economico presso l'Università di Harvard Kennedy School of Government. Attualmente sta studiando per un dottorato di ricerca in storia economica.
Aragonès è entrato a far parte della giovane sinistra repubblicana della Catalogna, l'ala giovanile di Sinistra Repubblicana di Catalogna (ERC), nel 1998 ed è stato portavoce nazionale dal 2003 al 2007. È entrato nell'ERC nel 2000. É membro dell'esecutivo dell'ERC dal 2003 ed è attualmente il numero tre del partito. È anche membro dell'Associazione Culturale Òmnium Cultural. È stato membro del Parlamento della Catalogna dal dicembre 2006 al gennaio 2016 quando è stato nominato Segretario dell'Economia del governo catalano. È stato membro del consiglio municipale di Pineda de Mar da maggio 2011 ad aprile 2018 ed è stato nominato Vice Presidente e Ministro dell'Economia e delle Finanze della Catalogna nel giugno 2018.
Il 19 maggio 2018 il neoeletto presidente della Catalogna Quim Torra ha nominato il nuovo governo in cui Aragonès è vicepresidente e ministro dell'economia e delle finanze. Ha prestato giuramento il 2 giugno 2018 al Palau de la Generalitat de Catalunya.
Il 28 settembre 2020, a seguito della norma emessa dal Tribunale Supremo spagnolo che ha vietato a Torra di presiedere qualsiasi carica pubblica, ha assunto la carica di presidente ad interim della regione, venendo poi riconfermato alle elezioni regionali del 2021.